# Правило Чорная
Правило Чорная — висунуте О. Чорнаєм (1870) правило, згідно з яким тварини, що переходять з морського середовища до прісноводного, зустрічають в ньому нові умови існування, тим більше відмінні від морських, чим далі від моря знаходяться прісноводні водойми і водотоки. При цьому найбільш багатими видами стають ті прісноводні групи тварин, які найбільшою мірою (у тимчасовому і просторовому відносинах) відірвані від морської  фауни.
Склад населення кожної життєвої області (океан, прісні води, суходіл), кожного великого підрозділу будь-якої з цих життєвих областей («життєвого округу») значно змінювався від епохи до епохи, від періоду до періоду, від епохи до епохи, — змінювався не тільки якісно, а й кількісно. Багато вчених відзначали великі загальні екогенетичні зміни, що відбувалися в різних життєвих областях в ті чи інші відрізки  геологічного часу.
З цієї точки зору дуже цікава стаття російського вченого О. В. Чорная, опублікована ще в 1870 р. під заголовком: «Тварини прісноводні у ставленні до морських і сухопутних». Чорнай каже, що морські форми, які перейшли в прісну воду, — і прісноводні, що перейшли в морську, — змінювалися під впливом  середовища і поступово розходилися в ознаках настільки, що утворили самостійні  види, роди і  родини. Прісноводні тварини, за Чорнаєм, не «розвинули з себе ані особливого  типу, ні класу, і поступаються в цьому відношенні сухопутним». Чорнай стверджує:
|  | Тварини прісних вод Європи, — не становлять цілої, пов'язаної переходами, самостійної групи, а є тільки нащадками, більш-менш зміненими, великих морських гілок і стають точками результату для деяких гілок тварин сухопутних, що досягають відносної самостійності, при відмінних умовах суші. Більш спрощені умови прісних вод далеко не так сприятливі для розвитку різноманітності між тваринами, як умови, що надаються морем і сушею. |

На думку цього вченого, «морське середовище передувало, при розвитку землі, прісноводному, і в ньому встигло розвинутися різноманітне життя з усіх головних відділів тварин безхребетних перш, ніж утворилися на суші прісноводні оселища». З появою річок мешканці моря стали заходити в їх гирла. Придбана здатність залишатися поза водою чимало сприяє переходу прісноводних тварин з водного середовища на сушу.
Таким чином О. В. Чорнай всього лише через десять років після виходу в світ «Походження видів»  Ч. Дарвіна ясно вказав загальний хід екогенезу тваринного світу моря, прісних вод і суходолу.